# Monster (The Automatic)
Monster è un singolo del gruppo musicale britannico The Automatic, pubblicato il 5 giugno 2006 ed estratto dall'album Not Accepted Anywhere.

## Tracce
7" UK, limited edition
1. Mosnter (The Automatic)
2. Monster (Trey Prefontaine Mix) (The Automatic)

CD single UK
1. Mosnter – 3:45 (The Automatic)
2. Night Drive – 4:15 (The Automatic)

Durata totale: 8:00
CD single UK
1. Mosnter – 3:45 (The Automatic)

CD maxi single UK, Australia
1. Mosnter – 3:44 (The Automatic)
2. High Tide On Caroline Street – 2:54 (The Automatic)
3. Monster (Culprit One Remix) (remix Culprit One) – 3:58 (The Automatic)
4. Monster (video)

Durata totale: 10:36
CD single promo UK
1. Monster (Vox Up Mix) (The Automatic)

DVD single promo UK
1. Monster (Video) (The Automatic)

CD single promo Paesi Bassi
1. Monster (The Automatic)

CD single promo USA
1. Monster (Rock Mix) – 3:39 (The Automatic)
2. Monster (Album Version) – 3:42 (The Automatic)

Durata totale: 7:21
12" House Mixes UK, non ufficiale
1. Monster (Untitled Mix 1) (The Automatic)
2. Monster (Untitled Mix 2) (The Automatic)

12" UK, non ufficiale
1. Monster (Zombie Dogs Mix) (remix Zombie Dogs) (The Automatic)

## Cover
- The Ukulele Orchestra of Great Britain ha eseguito una cover per orchestra di ukulele di Monster all'interno dell'album dal vivo Still Live del 2011.